# Гаврино (Климовское сельское поселение)
Гаврино — деревня в Череповецком районе Вологодской области.
Входит в состав Климовского сельского поселения, с точки зрения административно-территориального деления — в Климовский сельсовет.
Расстояние по автодороге до районного центра Череповца — 32 км, до центра муниципального образования Климовского — 2 км. Ближайшие населённые пункты — Мархинино, Климовское, Поповское.
По данным переписи в 2002 году постоянного населения не было.